# サンエー石川シティ
サンエー石川シティ（サンエーいしかわシティ）は、沖縄県うるま市石川にあるサンエーが運営する総合スーパー（GMS）である。コンセプトは「⼈とまちと幸せを結ぶ場所」。

## 概要
所在地である、うるま市石川角石原（つのいしばる）は、1967年から2011年まで石川浄水場として利用された跡地に位置する。浄水場閉鎖後の土地利用について、県が公用地として整備・活用し、一時は沖縄県警察による警察学校の建設が計画されていた。しかし、予算面の理由で警察学校建設は断念、また国や公共団体への売却のめどが立たず、民間事業者による開発に至った。2018年に発表された当初は店舗面積は13,190㎡（しおざきシティと同規模）の予定で計画されていたが、開業時の店舗面積は9,862㎡（大山シティと同規模）に若干縮小された。
なお、同店舗の開業に伴い、近隣店舗の「サンエー石川ショッピングタウン」は衣料館を閉館・移転し、「サンエー赤崎店」に店舗名を変更した。

## 沿革
- 2018（平成30）年
  - 7月30日 - 「サンエー石川シティ」の出店を発表[1]。
  - 8月1日 - 着工[1]。
- 2020（令和2）年8月1日 - 「サンエー石川シティ」開業。
- 2021（令和3）年9月23日 - 衣料館を縮小し、サンエーが運営する東急ハンズの小型専門店「ハンズ ビー」がオープン[6]。

## フロア構成

### 1階 - 食品館・電器館・レストラン・専門店のフロア
- サンエー食品館
- サンエー衣料館
- エディオン（サンエー直営）
- マツモトキヨシ（サンエー直営）
- ハンズ ビー（サンエー直営）
- 専門店
  - ABCマート
  - auショップ
  - オンデーズ
  - キャンドゥ
  - グリーンパークストピック
  - ジョイプラネット
  - 白バラ洋菓子店
  - ソフトバンクステージ
  - T'Sコレクション
  - ドゥサックス
  - ドコモショップ
  - 宮脇書店
  - ＵＱスポット
  - ワイモバイル
- レストラン
  - 大阪王将（サンエー直営）
  - クイックリー
  - ケンタッキーフライドチキン
  - ミスタードーナツ
  - ミニジョイフル（サンエー直営）
  - リトルマーメイド（サンエー直営）
  - 和風亭（サンエー直営）

## アクセス

### 路線バス
- 南栄入口バス停下車、徒歩7分。
  - 22番・名護うるま線/77番・名護東線（沖縄バス）
  - 48番・石川読谷線（沖縄バス）
  - 75番・石川北谷線（琉球バス交通）
  - 123番・石川空港線（琉球バス交通）
  - 152番・ライカム高速線（琉球バス交通）